# Thalaina tetraclada
Thalaina tetraclada är en fjärilsart som beskrevs av Oswald Beltram Lower 1900. Thalaina tetraclada ingår i släktet Thalaina och familjen mätare. Inga underarter finns listade i Catalogue of Life.